# NGC 1243
NGC 1243 — двойная звезда в созвездии Эридан.
Этот объект входит в число перечисленных в оригинальной редакции «Нового общего каталога».
Рядом с NGC 1243 есть две галактики, NGC 1241 и NGC 1242, открытые Уильямом Гершелем. При наблюдении неба в Бирре были замечены обе галактики, но NGC 1243 не была обнаружена. Джон Гершель подумал, что у сделанной в ходе наблюдения зарисовки неправильная ориентация, так как она не согласовывалась с его собственными наблюдениями. Когда Джон Дрейер наблюдал NGC 1243 в 1877 году, он принял её за туманность и включил в Новый общий каталог.